# Mjösjön (Nederluleå socken, Norrbotten)
Mjösjön är en sjö i Luleå kommun i Norrbotten och ingår i Alåns huvudavrinningsområde. Sjön är 10,7 meter djup, har en yta på 0,364 kvadratkilometer och befinner sig 78 meter över havet.

## Delavrinningsområde
Mjösjön ingår i det delavrinningsområde (730028-176522) som SMHI kallar för Utloppet av Västmarksträsket. Medelhöjden är 96 meter över havet och ytan är 18,83 kvadratkilometer. Räknas de 8 avrinningsområdena uppströms in blir den ackumulerade arean 236,39 kvadratkilometer. Avrinningsområdets utflöde Alån (Långsjöån) mynnar i havet. Avrinningsområdet består mestadels av skog (61 procent). Avrinningsområdet har 3,88 kvadratkilometer vattenytor vilket ger det en sjöprocent på 20,6 procent.